# Neonerita pallida
Neonerita pallida är en fjärilsart som beskrevs av Rothschild 1922. Neonerita pallida ingår i släktet Neonerita och familjen björnspinnare. Inga underarter finns listade i Catalogue of Life.